# Szabó Károly (történész)
Szabó Károly  (Köröstarcsa, 1824. december 17. – Kolozsvár, 1890. augusztus 31.) magyar történész, műfordító, az MTA rendes tagja.

## Élete
Szabó Mihály református lelkész és Tószegi Zsuzsánna fia. 1833–42 között Debrecenben tanult; ezután Késmárkra ment jogot hallgatni, és itt Hunfalvy Pál vezetése alatt különösen érdeklődése a görög klasszikus írók felé fordult, az ifjúság körében alakult magyar nyelvgyakorló társaságnak is tagja lett. 1843 júniusában kitűnővel tette le jogi vizsgáit; ezután még egy évig Késmárkon joggyakornok, egy évig mint királyi táblai hites jegyző Pozsonyban volt. 1845-ben köz- és váltóügyvédi oklevelet szerzett, ilyen gyakorlatot azonban nem folytatott. 

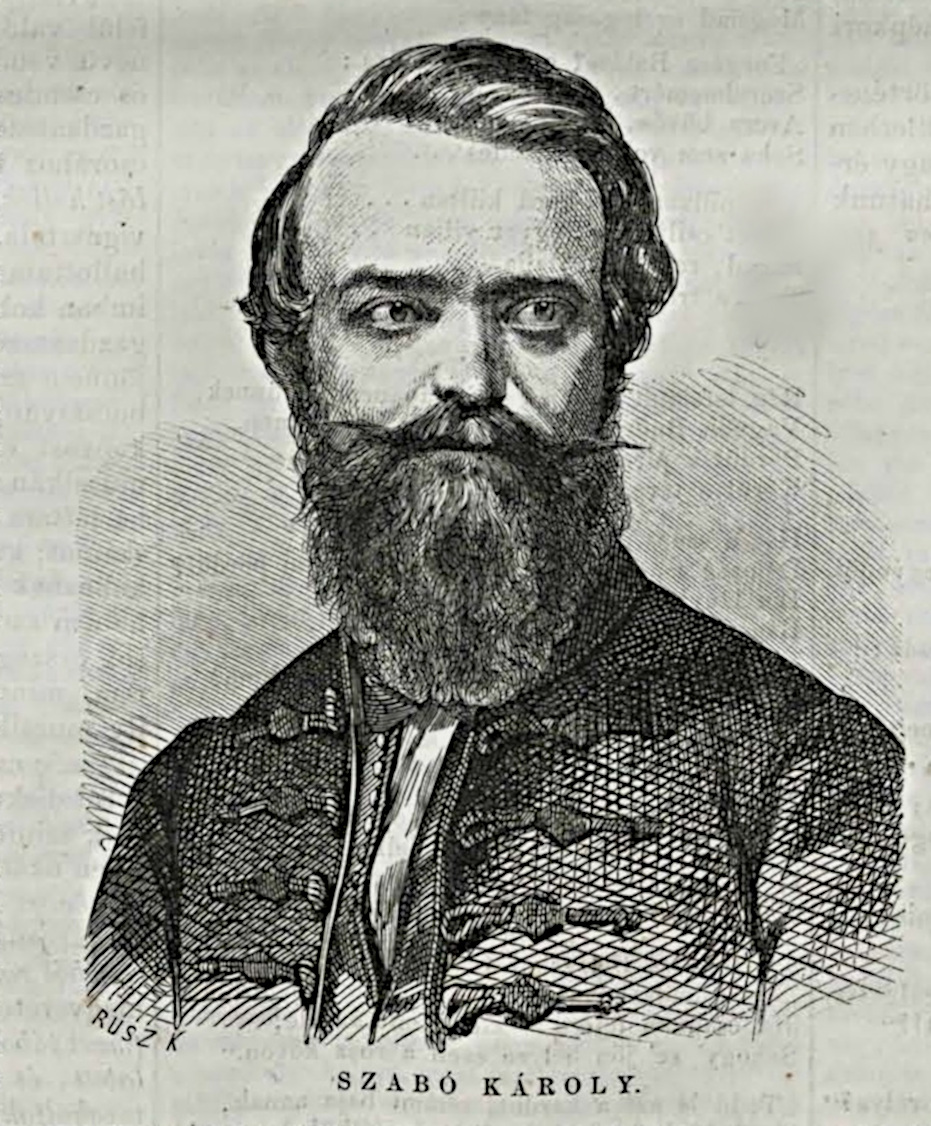
Szabó Károly 1864

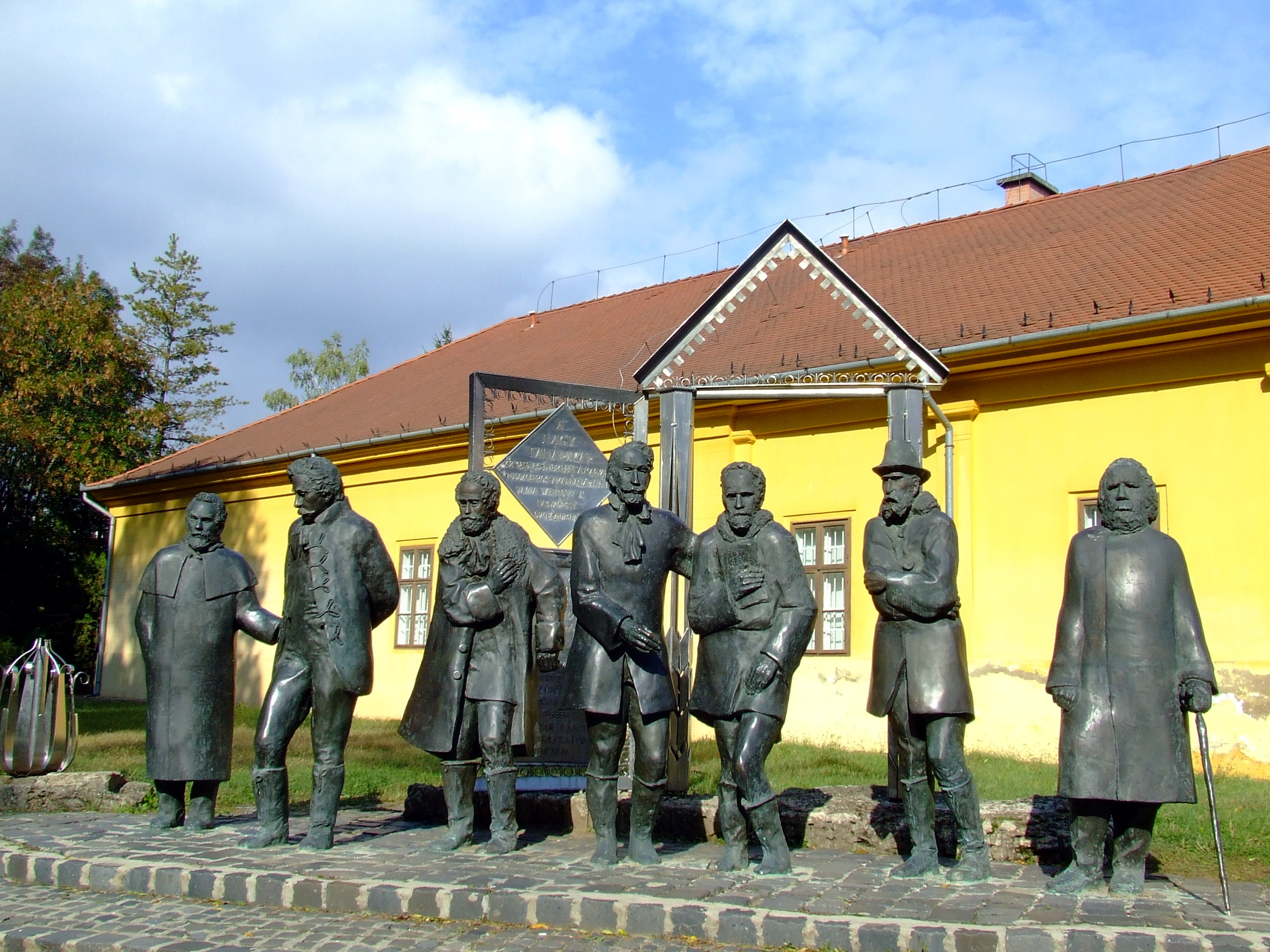
A nagy tanári kar című szoborcsoport – Arany János, Salamon Ferenc, Szabó Károly, Szász Károly, Szigeti Warga János, Szilágyi Sándor és Tomory Anasztáz szobra – a nagykőrösi Arany János Múzeum előtt. Varga Imre szobrászművész alkotása (1996)

1846-ban Fiuméba ment azzal a szándékkal, hogy tengerész lesz, és a tengerészeti tanfolyam első évfolyamát el is végezte. Ekkor súlyos betegségbe esett, és hazatért szüleihez. Itt teljesen felépülve, 1847 tavaszán Toldy Ferenc meghívására Pestre utazott, és segített neki a Magyar Tudósok Tára című irodalmi vállalkozásában, amely végül kéziratban maradt. Kritikái jelentek meg a szintén részben Toldy által szerkesztett Magyar Szépirodalmi Szemlében. E vállalkozás célja volt az összes magyar író életrajzát és munkáik jegyzékét kiadni. 1848 végéig Toldynál lakott, és mintegy nyolc kötetnyi életrajzot írt, a kézirat a H betűig terjedt. Az év első felében Békés városa tiszti ügyészének választotta; de e hivatalt nem fogadta el, hanem a szabadságharc kitörésekor belépett a Békés vármegyei önkéntes nemzetőrök szabadcsapatába, és a bánáti táborozás alatt több csatában részt vett, így 1849. április-májusban az Aradot ostromló seregben a főhadnagyságig vitte, és néhány hónapig Okolicsány őrnagynak a segédtisztje volt. Különösen kitüntette magát Szenttamás ostrománál, ahol 40 nemzetőrrel lőszert szállított egy honvédszázadnak.
A szabadságharc leverése után egy ideig szülőföldjén húzódott meg; 1850 elején a Teleki-levéltárat rendezte, és április 25-én Geringer báró, saját kérelmére, az egyetemi könyvtárhoz felvette fizetés nélküli gyakornoknak. Közben Toldy Teleki József grófhoz, a Hunyadiak kora rendezéséhez ajánlotta, így az ő közreműködésével jelent meg a mű öt kötete. A gróf halála után (1855) szintén ő rendezett a hátralévő anyagból még négy kötetet sajtó alá; mellékesen régi magyar történeti forrástanulmányokkal és kutatásokkal is foglalkozott. Az év szeptemberében meghívták a nagykőrösi református gimnáziumba, a görög nyelv tanárának. Itt tanított akkor Arany János, Salamon Ferenc, Szilágyi Sándor, akiknek társasága történeti irányú irodalmi működésére még inkább buzdítólag hatott.
1858. december 15-én a Magyar Tudományos Akadémia levelező tagjává választotta (1871. május 17-én lett rendes tag). 1859. november 25-én az Erdélyi Múzeum-Egyesület alakuló közgyűlése megválasztotta könyvtárnokává. Ekkor Kolozsvárra költözött, és ettől kezdve kutatásait a régi magyar bibliográfiára is kiterjesztette. Könyvtárnoksága mellett a tanári pályával se szakított, előbb a református kollégiumban a görög nyelvet tanította, 1873-tól kezdve pedig a kolozsvári egyetemre a magyar történeti tanszékre nevezték ki. Az 1882–83-as tanévben az egyetem rektora is volt. Sírja a Házsongárdi temetőben található.

## Művei
- Euripidész válogatott színművei. Iphigenia Auliszban és Iphigenia Tauriszban. Pest, 1849 (Kisfaludy Társaság Hellen Könyvtára V., VI.)
- Attila. Történeti kor- és jellemrajz. Thierry Amadetól, ford. francziából. Pest, 1855
- Oidipusz király. Szophoklész színműve, görögből. Kecskemét, 1857 (A nagykőrösi helv. hitv. gymn. programjában is)
- Magyarország történetének forrásai. Pest, 1860–64. Négy kötet. I. Béla király névtelen jegyzőjének könyve, 2. Rogerius mester siralmas éneke Magyarországnak a tatárok által történt romlásáról. Tamás spalatói esperes: A tatárjárás s Nagy-Magyarország dolgáról
- Kézai Simon mester magyar krónikája
- Emlékiratok a magyar keresztyénség első századáról
- Bíborban született Konstantin császár munkái magyar történeti szempontból ismertetve. Akadémiai székfoglaló. Akadémiai Értesítő, 1860
- Erdélyi Történelmi Adatok. IV. kötet (Új folyam 1. köt.) Kiadja az Erdélyi Múzeum-Egyesület. Szerk. Kolozsvár, 1862
- Az erdélyi múzeumi könyvtár többszörös példányainak jegyzéke, uo., 1863
- Attila-mondák. Írta Thierry A., ford. Pest, 1863
- Attila : Attila fiai és utódai történelme a magyarok Európába telepedéséig. Írta Thierry A., ford. Pest, 1865, két rész
- A magyar vezérek kora. Árpádtól Szent Istvánig. Pest, 1869 (A Magyar Tudományos Akadémiától a Marczibányi-mellékjutalmat kapta)
- Székely oklevéltár. (1211–1519.). Kiadta a m. tört. társ. kolozsvári bizottsága. Kolozsvár, 1872, 1876, két kötet
- Péter és Aba. Székfoglaló értekezés. Pest, 1872 (Értekezések a tört. tud. köréből II. 3.)
- Apáczai Csere János Barcsai Ákos fejedelemhez benyujtott terve a magyar hazában felállítandó első tudományos egyetem ügyében. Pest, 1872 (Értekezések a nyelv- és széptud. köréből III. 2.)
- Kisebb történelmi munkák. Budapest, 1873, két kötet
- Az erdélyi múzeumi könyvtár többszörös példányainak jegyzéke. Kolozsvár, 1873
- Kritobulosz: II. Mehemet élete. A. Magyar Tudományos Akadémia tört. bizottsága által kiadott görög szöveget ford. Budapest, 1875 (Monumenta Hung. Historica II. osztály. Irók XXII.)
- A székely határőrség története. Irta gr. Teleki Domokos. A szerző hátrahagyott irataiból közzétette. Budapest, 1877
- Szilágyi Ferencz emlékezete. Olvastatott a Magyar Tudományos Akadémia 1878. máj. 27. ülésében. Budapest, 1878
- Régi magyar könyvtár. I. Az 1531-től 1711-ig megjelent magyar nyomtatványok könyvészeti kézikönyve. Budapest, 1879. II. Az 1473–1711-ig megjelent nem magyar nyelvű hazai nyomtatványok jegyzéke. Uo. 1885. III. és IV. kötet: A magyar szerzőktől külföldön 1480-tól 1711-ig megjelent nem magyar nyelvű nyomtatványok könyvészeti kézikönyve. Írták Szabó Károly és Hellebrant Árpád. Budapest, 1896, 1898 I. II. III. IV.
- Királyi telepítvényesek-e a székelyek? Marosvásárhely, 1884
- Gyulafi Lestár följegyzései 1565–1605. Marosvásárhely, 1881 (M. Történelmi Emlékek. II. oszt. Irók XXXI. kötet)
- Kun László 1272–1290. Marosvásárhely, 1886 (M. Történeti Életrajzok II. évf. 4. 5. füzet) Online
- A régi székelység : székely történelmi és jogi tanulmányok. 1890
- Napló és tanulmányok; bev., jegyz. Váczy Leona; Kriterion–Művelődés, Kolozsvár, 2010